# Wasyl Zamuła
Wasyl Nykyforowycz Zamuła (ukr. Василь Никифорович Замула, ur. 1909 we wsi Żurawka w guberni czernihowskiej, zm. 2004) – polityk Ukraińskiej SRR.

## Życiorys
W 1935 ukończył studia w instytucie rolniczym w Białej Cerkwi i został agronomem w sowchozie w Rybnicy, w latach 1936–1941 pracował we Wszechzwiązkowym Instytucie Nowych Metod Siewu w Kijowie, od 1940 należał do WKP(b), 1941–1946 służył w Armii Czerwonej (dosłużył się stopnia kapitana). Miał tytuł kandydata nauk rolniczych, w latach 1946–1950 był instruktorem Wydziału Rolnego KC KP(b)U, 1950–1954 kierował Wydziałem Rolnym Izmailskiego Komitetu Obwodowego KP(b)U/KPU, a w 1954 Wydziałem Rolnym Czernihowskiego Komitetu Obwodowego KPU. Od 1954 do lipca 1955 był sekretarzem, a od 17 lipca 1955 do stycznia 1963 II sekretarzem Czernihowskiego Komitetu Obwodowego KPU, od stycznia 1963 do kwietnia 1974 przewodniczącym Komitetu Wykonawczego Czernihowskiej Wiejskiej Rady Obwodowej/Czernihowskiej Rady Obwodowej, od 18 marca 1966 do 10 lutego 1976 członkiem Komisji Rewizyjnej KPU.

## Odznaczenia
- Order Lenina (1958)
- Order Wojny Ojczyźnianej I klasy (6 kwietnia 1985)
- Order Czerwonej Gwiazdy (dwukrotnie, 1943 i 1945)